# Judith Miller
Pour les articles homonymes, voir Judith Miller (homonymie) et Miller.
Judith Miller, née en 1948 à New York, est une journaliste d'enquête américaine pour le New York Times. Elle est connue pour avoir publié des informations fausses relatives aux armes de destruction massive en Irak.

## Biographie
Miller est né à New York. Son père d'origine russe, Bill Miller, était juif.
Judith Miller commence sa carrière au New York Times en 1977.
Elle est l'objet de controverses en 1986, alors qu'elle avait rédigé une série d'articles sur la Libye faisant partie d'une campagne de désinformation contre Mouammar Kadhafi, et qui était orchestrée à l'époque par l'amiral John Poindexter, un officier aujourd'hui controversé aux États-Unis.
Depuis 1993, elle est mariée à Jason Epstein (en), un éditeur littéraire qui a déjà travaillé chez Random House.
Le 12 octobre 2001, elle reçoit une lettre à son bureau du New York Times contenant de la poudre blanche, soupçonnée d'être de l'anthrax ; la poudre dans l'enveloppe ne s'avéra qu'un simulacre.
Dans les années 2000, elle est la cible de maintes critiques, car elle a publié de fausses informations sur les armes de destruction massive irakiennes (ADM). En septembre 2002, elle rapporte l'interception de tubes métalliques destinés à l'Irak, lesquels étaient, semble-t-il, destinés à la construction d'armes atomiques. Cependant, un an plus tôt, un physicien à la retraite du laboratoire national d'Oak Ridge, Houston G. Wood III, avait produit un rapport à l'attention du gouvernement américain, dans lequel il affirmait que ces tubes ne pouvaient servir dans des centrifugeuses destinées à l'enrichissement de l'uranium, ce qui contredisait les affirmations de J. Miller.
Malgré cela, Condoleezza Rice, Colin Powell et Donald Rumsfeld, s'appuyant sur les articles de Miller, ont déclaré à la télévision que ces tubes étaient destinés à la production d'ADM irakiennes. D'autres analyses ont confirmé les conclusions de Wood. Dans l'article Illicit Arms Kept Till Eve of War, an Iraqi Scientist Is Said to Assert, Miller a poursuivi en affirmant que des ADM avaient été trouvées en Irak. Encore une fois, plusieurs journaux ont relayé cette information, lui donnant encore plus de crédibilité.
En 2001, elle a reçu conjointement un prix Pulitzer pour ses enquêtes sur Al-Qaïda et Oussama ben Laden.
Le 26 mai 2004, une semaine après que le gouvernement des États-Unis a apparemment coupé les ponts avec Ahmed Chalabi, un éditorial du New York Times admet qu'une partie des articles affirmant l'imminence de la guerre avec l'Irak étaient fortement appuyés sur les dires de Chalabi et d'autres exilés opposés au régime irakien. Du même souffle, le New York Times regrettait que « l'information prêtant à controverse n'ait jamais été contre-vérifiée » (traduction libre de « information that was controversial [was] allowed to stand unchallenged »). Bien que l'éditorial rejetât la faute sur des journalistes indépendants, plusieurs critiques ont fait remarquer que dix des douze articles en faute étaient rédigés par J. Miller.
Le 11 novembre 2004, le même journal publie une notice nécrologique sur Yasser Arafat, chef de la Palestine, rédigée par Miller. Des critiques arguent qu'il contient des erreurs factuelles sur le contexte historique.
En 2005, elle est impliquée dans la controverse Cooper-Miller-Novak : le 6 juillet 2005, elle est emprisonnée en raison de son refus de donner ses sources dans l'affaire Valerie Plame, du nom d'une agente de la CIA dont l'identité avait été révélée dans la presse en 2003. Le 30 septembre, elle accepte de témoigner, sa source l'ayant relevée de sa promesse de confidentialité. Son témoignage conduit à sa libération.
Vers la mi-octobre 2005, le New York Times affirme que Miller a rédigé cinq articles, sur six en tout, qui étaient faux concernant les armes de destruction massive en Irak.

## Livres
- One, by One, by One: Facing the Holocaust, Simon & Schuster (1990)  (ISBN 0-671-64472-6)
- Saddam Hussein & the Crisis in the Gulf (avec Laurie Mylroie) Random House USA Inc (1990)  (ISBN 0-09-989860-8)
- Germs: Biological Weapons and America's Secret War (avec William Broad et Stephen Engelberg) Simon & Schuster (2001)  (ISBN 0-684-87158-0)